# Everybody (Martin Solveig)
Everybody è un singolo del disc jockey francese Martin Solveig pubblicato il 25 luglio 2005 come primo estratto dall'album Hedonist.

## Tracce
CD singolo
1. Everybody (Radio Edit) – 3:31
2. Destiny (Nu Disco Mix) – 6:31

Extras: Everybody (Video)

## Classifiche
| Classifica (2005-06) | Posizione massima |
| -------------------- | ----------------- |
| Australia            | 33                |
| Belgio (Fiandre)     | 28                |
| Belgio (Vallonia)    | 27                |
| Francia              | 37                |
| Regno Unito          | 22                |